# Picea morrisonicola
Picea morrisonicola es una especie de conífera perteneciente a la familia  Pinaceae. Es endémica de Taiwán donde es tratada como especie en peligro de extinción.

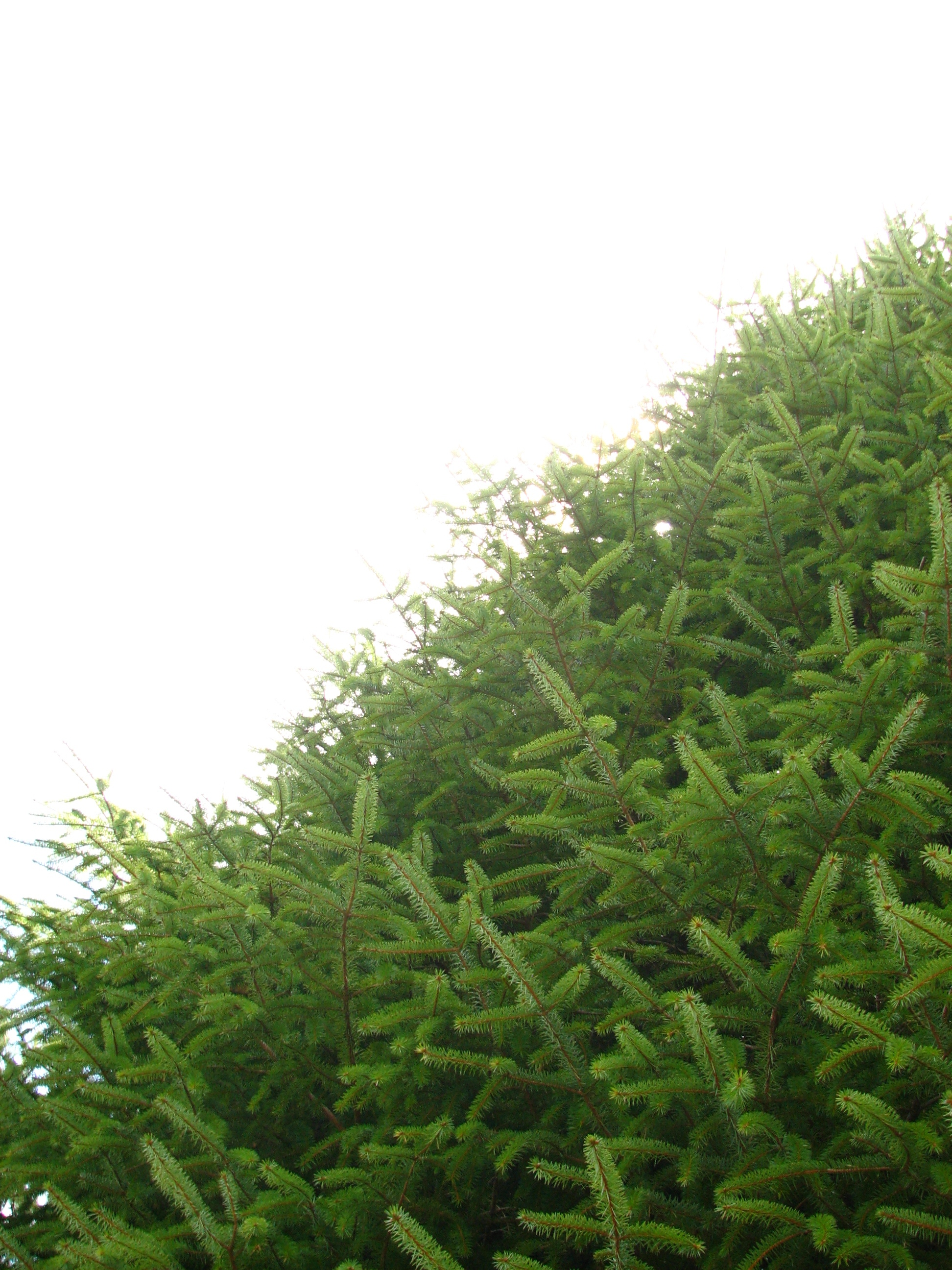
Detalle de las hojas

## Descripción
Es un árbol densamente ramificado que alcanza los 50 metros de altura con un tronco de 150 cm de diámetro. Las hojas son lineales de 10–15 mm de longitud y 2–3 mm de ancho. Tiene las semillas en piñas cilíndricas de color púrpura de 7 cm de longitud.

## Taxonomía
Picea morrisonicola fue descrita por  Bunzō Hayata y publicado en Journal of the College of Science, Imperial University of Tokyo 25(19): 220. 1908.
Etimología
Picea; nombre genérico que es tomado directamente del Latín pix = "brea", nombre clásico dado a un pino que producía esta sustancia
morrisonicola: epíteto